# Partido Conservador de Canadá (1867-1942)
El Partido Conservador de Canadá (en inglés: Conservative Party of Canada y en francés: Parti Conservateur du Canada), fue un partido federal de Canadá desde 1867 hasta 1942.

## Historia

### Antecedentes
Los inicios del conservadurismo en Canadá están en 1854, cuando se formó el primer grupo conservador, denominado Partido Liberal-Conservador, en la entonces provincia de Canadá. El partido conservador fue fundado a partir de diferentes grupos conservadores de Canadá, incluyendo los ultramontanos francófonos, los conservadores anglófonos, miembros de la Orden Naranja y empresarios. Su líder John Alexander Macdonald se convirtió en la primera persona en ocupar el cargo de primer ministro de Canadá tras vencer las primeras elecciones en 1867.

### Trayectoria
Los conservadores gobernaron Canadá durante cinco períodos (1867-1873, 1878-1896, 1911-1921, 1926 y 1930-1935). Después de su último período de gobierno, el partido entró en un fuerte debacle, dejándolos reducidos a 39 asientos en la Cámara de los Comunes. Tras los pésimos resultados, John Bracken, entonces premier de Manitoba, asumió el liderazgo del partido en 1942 y lo refundó como Partido Conservador Progresista.

## Resultados electorales
|  | 34,53 % |

|  | 39,11 % |

|  | 30,58 % |

|  | 42,13 % |

|  | 40,39 % |

|  | 47.41 % |

|  | 48.6 % |

|  | 48.2 % |

|  | 46.1 % |

|  | 45.9 % |

|  | 46.2 % |

|  | 48.56 % |

|  | 56.93 % |

|  | 29.95 % |

|  | 46.13 % |

|  | 45.35 % |

|  | 47.79 % |

|  | 29.84 % |

|  | 29.24 % |